# Spearmans rangkorrelation

En rangkorrelation får det perfekta värdet 1 när två variabler är monotont relaterade, även om sambandet inte är linjärt. Exemplet ovan är däremot inte en perfekt Pearson-korrelation.

Spearmans rangkorrelation, eller bara rangkorrelation, är inom statistiken ett icke-parametriskt mått för sambandet mellan två rangordnade observationsserier, namngivet efter den engelska psykologen Charles Spearman. Spearmans rangkorrelation uppskattar hur väl sambandet mellan två variabler kan beskrivas i form av en monoton funktion. En perfekt Spearmankorrelation på +1 eller -1 uppstår när den ena variabeln är en perfekt monoton funktion av den andra.

## Beräkning
Spearmans rangkorrelation beräknas enligt:
{\displaystyle \rho ={1-{\frac {6\sum d_{i}^{2}}{n(n^{2}-1)}}}}
där {\displaystyle d_{i}=x_{i}-y_{i}} är skillnaden i rang och {\displaystyle n} är antalet observationer.

### Exempel
| Rang 1 ({\displaystyle x}) | Rang 2 ({\displaystyle y}) | {\displaystyle d=x-y} | ({\displaystyle d^{2}}) |
| -------------------------- | -------------------------- | --------------------- | ----------------------- |
| 1                          | 1                          | 0                     | 0                       |
| 2                          | 2                          | 0                     | 0                       |
| 3                          | 5                          | -2                    | 4                       |
| 4                          | 4                          | 0                     | 0                       |
| 5                          | 3                          | 2                     | 4                       |
| 6                          | 6                          | 0                     | 0                       |

Med två rangordnade serier enligt tabellen beräknas rangkorrelationen enligt:
{\displaystyle \rho ={1-{\frac {6\sum d_{i}^{2}}{n(n^{2}-1)}}}={1-{\frac {6\times 8}{6(6^{2}-1)}}}={1-{\frac {48}{210}}}=0,771}